# فرایندهای تصادفی گاوسی-مارکوف
فرآیندهای تصادفی گاوسی-مارکوف (برگرفته شده از نام کارل فریدریش گاوس و آندری مارکوف) فرآیندهای تصادفی هستند که ویژگیها و ملزومات فرایندهای گاوسی و فرآیندهای مارکوف را همزمان دارند. فرایند گاوس مارکوف ایستا (همچنین شناخته شده به عنوان فرایند Ornstein–Uhlenbeck) استثنا بوده چرا که یکتا است؛ جز موارد جزئی.
هر فرایند گاوس–مارکف {\displaystyle X(t)} دارای سه خاصیت زیر است:
1. اگر {\displaystyle h(t)} تابع غیر صفر عددی از زمان t باشد،{\displaystyle Z(t)=h(t)X(t)} نیز فرایند گاوسی–مارکف است.
2. اگر {\displaystyle f(t)} تابع غیرنزولی عددی از زمان t باشد، {\displaystyle Z(t)=X(f(t))} نیز فرایند گاوسی–مارکف است.
3. اگر {\displaystyle h(t)} تابع غیرصفر عددی،{\displaystyle f(t)} تابع غیرنزولی عددی باشد، داریم {\displaystyle X(t)=h(t)W(f(t))} که {\displaystyle W(t)} فرایند استاندارد وینر است.

خاصیت (۳) به این معنی است که هر فرایند گاوسی-مارکوف را می‌توان از ترکیب کردن فرایند استاندارد وینر (SWP) بدست آورد.

## خواص فرآیندهای گاوس-مارکف ایستا
فرایند گاوسی–مارکف ایستا با واریانس {\displaystyle {\textbf {E}}(X^{2}(t))=\sigma ^{2}} و ثابت زمانی {\displaystyle \beta ^{-1}} دارای خاصیت‌های زیر می‌باشد.
همبستگی نمایی:
{\displaystyle {\textbf {R}}_{x}(\tau )=\sigma ^{2}e^{-\beta |\tau |}.\,}
تابع چگالی طیف توان (PSD) است که شبیه به توزیع کوشی است:
{\displaystyle {\textbf {S}}_{x}(j\omega )={\frac {2\sigma ^{2}\beta }{\omega ^{2}+\beta ^{2}}}.\,}
(توجه داشته باشید که از منظر فاکتورهای مقیاسی، توزیع کوشی و این طیف متفاوت هستند)
توجه داشته باشید که نکته اشاره شده در بالا، فاکتور طیفی زیر را نتیجه می‌دهد:
{\displaystyle {\textbf {S}}_{x}(s)={\frac {2\sigma ^{2}\beta }{-s^{2}+\beta ^{2}}}={\frac {{\sqrt {2\beta }}\,\sigma }{(s+\beta )}}\cdot {\frac {{\sqrt {2\beta }}\,\sigma }{(-s+\beta )}}.}
که در فیلترینگ وینر و دیگر موارد مهم و کاربردی است.
استثناهای جزئی در موارد بالا وجود دارد.